# Liste der Nummer-eins-Hits in Frankreich (1986)
Diese Liste enthält alle Nummer-eins-Hits in Frankreich im Jahr 1986. Es gab in diesem Jahr neun Nummer-eins-Singles und acht Nummer-eins-Alben.
| Singles | Alben |
| --- | --- |
| - Jean-Jacques Goldman & Michael Jones – Je te donne - 10 Wochen (24. November 1985 – 31. Januar 1986) - Daniel Balavoine – L'aziza - 8 Wochen (1. Februar – 28. März) - Gold – Capitaine abandonné - 4 Wochen (29. März – 25. April) - Stéphanie – Ouragon - 10 Wochen (26. April – 4. Juli) - Jeanne Mas – En rouge et noir - 2 Wochen (5. Juli – 18. Juli) - Images – Les démons de minuit - 13 Wochen (19. Juli – 17. Oktober) - MC Miker G & Deejay Sven – Holiday Rap - 2 Wochen (18. Oktober – 31. Oktober) - Julie Pietri – Eve lève-toi - 1 Woche (1. November – 7. November) - Europe – The Final Countdown - 9 Wochen (8. November 1986 – 10. Januar 1987) | - Jean-Jacques Goldman – Non homoloqué - 5 Wochen (1. Dezember 1985 – 3. Januar 1986, insgesamt 9 Wochen; → 1985) - Renaud – Mistral gagnant - 4 Wochen (4. Januar – 31. Januar) - Daniel Balavoine – Sauver l'amour - 9 Wochen (1. Februar – 4. April, insgesamt 13 Wochen) - Verschiedene Interpreten – Disque des records classiques - 4 Wochen (5. April – 2. Mai) - Daniel Balavoine – Sauver l'amour - 4 Wochen (3. Mai – 30. Mai, insgesamt 13 Wochen) - Jeanne Mas – Femmes d'aujourd'hui - 5 Wochen (31. Mai – 4. Juli) - Verschiedene Interpreten – Disque des records slow - 13 Wochen (5. Juli – 3. Oktober) - Jean-Michel Jarre – Rendez-vous - 9 Wochen (4. Oktober – 5. Dezember) - Coluche – Mimi 86 - 8 Wochen (6. Dezember 1986 – 31. Januar 1987) |